# Mwassi Moyindo
Thérésa Honoré Diakanua N’silou (prononcé en français : [te.ʁe.za ɔ.nɔ.ʁe dja.ka.nwa ɛ̃.si.lu]; née le 3 août 1997), dite Mwassi Moyindo, est une slameuse et comédienne congolaise. Elle se distingue par son style unique de slam acoustique (qui mélange poésie lyrique et musique traditionnelle) et elle utilise son art pour aborder des thèmes sociaux cruciaux tels que les droits des femmes et l’identité culturelle africaine.
Son premier single, Zala yo, sorti en 2021, ainsi que le suivant, Ngiena, explorent des thèmes de l’acceptation de soi et de l’identité personnelle, marquant son engagement profond envers les questions de société à travers l’art.
Mwassi Moyindo, figure de la scène culturelle congolaise, utilise ses performances pour promouvoir le leadership féminin et dénoncer les violences faites aux femmes. Ses œuvres sont une fusion d’activisme et de créativité.

## Biographie

### Naissance et débuts
Mwassi Moyindo naît le 3 août 1997 à Brazzaville, au Congo. L'artiste découvre sa vocation lors d'une compétition de slam interscolaire en 2011.

### Carrière
Mwassi Moyindo commence sa carrière artistique en 2011 après avoir découvert le slam lors d’un concours scolaire à Brazzaville. En 2012, elle rejoint le collectif « Styl'Oblique »  pour assouvir sa passion, ce qui lance sa carrière professionnelle dans le monde du slam,. Ses premiers textes sur scène à Brazzaville ont été dédiés aux victimes de la tragédie du 4 mars 2012. Mwassi Moyindo sera considérée comme un des piliers de ce mouvement. Elle possède depuis 2020 une marque de fabrique qu’elle appelle « slam acoustique ».
Mwassi Moyindo se fait connaître grâce à son premier single, Zala yo, sorti le 30 avril 2021. Ce morceau, qui prône l’acceptation de soi, est un exemple typique de son style « slam acoustique », qui combine poésie lyrique et musique traditionnelle. En octobre 2021, elle sort son deuxième single, Ngiena (“Je suis”), qui explore des thèmes liés à l’identité et au patrimoine culturel.

### Performances et activisme
En tant que performeuse, Mwassi Moyindo a marqué le public avec ses prestations lors de plusieurs événements importants, notamment un concert au Canal Olympia à Poto-Poto. Ses textes poétiques sont souvent des plaidoyers pour le respect des droits des femmes et la promotion de l’identité culturelle africaine,.

## Discographie
L'artiste compte à ce jour deux titres :
- Zala Yo, sorti le 30 avril 2021, dans laquelle l'artiste appelle à être authentique
- Ngiena (qui se traduit par « Je suis » en français), sorti le 10 octobre 2021.